# Internationaal Wegcriterium 2010
De etappekoers Internationaal Wegcriterium 2010 (Frans: Critérium International 2010) werd in het weekend van 27 en 28 maart 2010 verreden in en rondom Porto-Vecchio op het eiland Corsica. Het was de eerste editie van deze wedstrijd op Corsica, de voorgaande jaren werd de koers in altijd Noord-Oost-Frankrijk afgewerkt. De wedstrijd maakte deel uit van de UCI Europe Tour 2010.
Tijdens de eerste etappe moesten de renners onder andere de Côte de Roccapina, de Viggianello, de Col de Mela en de Col de Bacinu overwinnen, aankomst lag op de Col de l'Ospedale. De Fransman Pierrick Fédrigo van Bbox Bouygues Télécom won de bergetappe en legde daarmee de basis voor zijn overwinning in het algemeen klassement.

## Deelnemende ploegen
| Ploeg                        | Land                           |
| ---------------------------- | ------------------------------ |
| Vacansoleil Pro Cycling Team | Nederland                      |
| Française des Jeux           | Frankrijk                      |
| Astana                       | Kazachstan                     |
| AG2R-La Mondiale             | Frankrijk                      |
| Skil-Shimano                 | Nederland                      |
| Caisse d'Epargne             | Spanje                         |
| Team RadioShack              | Verenigde Staten               |
| Cofidis                      | Frankrijk                      |
| Team Sky                     | Groot-Brittannië               |
| Team HTC-Columbia            | Verenigde Staten               |
| Bbox Bouygues Télécom        | Frankrijk                      |
| Euskaltel-Euskadi            | Spanje                         |
| Saur-Sojasun                 | Frankrijk                      |
| BMC Racing Team              | Verenigde Staten / Zwitserland |
| Team Garmin                  | Verenigde Staten               |
| Bretagne-Schuller            | Frankrijk                      |
| Roubaix-Dalkia               | Frankrijk                      |

## Etappes
| No. | Datum      | Etappe                            | Type                | Afstand  | Winnaar          | 2e plaats        | 3e plaats        |
| --- | ---------- | --------------------------------- | ------------------- | -------- | ---------------- | ---------------- | ---------------- |
| 1e  | 27-03-2010 | Porto-Vecchio - Col de l’Ospedale | Bergrit             | 175,5 km | Pierrick Fédrigo | Tiago Machado    | Samuel Sánchez   |
| 2e  | 28-03-2010 | Porto-Vecchio - Porto-Vecchio     | Vlakke rit          | 75,0 km  | Russell Downing  | Michael Albasini | Pierrick Fédrigo |
| 3e  | 28-03-2010 | Porto-Vecchio - Porto-Vecchio     | Individuele tijdrit | 7,7 km   | David Millar     | Alberto Contador | Michael Rogers   |

## Etappe-uitslagen

### 1e etappe
| Porto-Vecchio – Col de l'Ospedale (176 km) |                  |                       |           |
| Plaats                                     | Naam             | Ploeg                 | tijd      |
| Winnaar                                    | Pierrick Fédrigo | Bbox Bouygues Télécom | 05u19'45" |
| 2                                          | Tiago Machado    | Team RadioShack       | +00' 11"  |
| 3                                          | Samuel Sánchez   | Euskaltel-Euskadi     | +00' 15"  |
|                                            |                  |                       |           |
| 9                                          | Ben Hermans      | Team RadioShack       | z.t.      |
| 36                                         | Rob Ruijgh       | Vacansoleil           | +02' 27"  |

### 2e etappe
| Porto-Vecchio – Porto-Vecchio (75 km) |                  |                       |           |
| Plaats                                | Naam             | Ploeg                 | tijd      |
| Winnaar                               | Russell Downing  | Sky ProCycling        | 01u42'20" |
| 2                                     | Michael Albasini | Team HTC-Columbia     | z.t.      |
| 3                                     | Pierrick Fédrigo | Bbox Bouygues Télécom | z.t.      |
|                                       |                  |                       |           |
| 16                                    | Rob Ruijgh       | Vacansoleil           | z.t.      |
| 31                                    | Maxime Monfort   | Team HTC-Columbia     | z.t.      |

### 3e etappe
| Porto-Vecchio – Porto-Vecchio (individuele tijdrit over 7.7 km) |                  |                    |           |
| Plaats                                                          | Naam             | Ploeg              | tijd      |
| Winnaar                                                         | David Millar     | Garmin-Transitions | 00u09'50" |
| 2                                                               | Alberto Contador | Astana             | +00' 02"  |
| 3                                                               | Michael Rogers   | Team HTC-Columbia  | +00' 03"  |
|                                                                 |                  |                    |           |
| 4                                                               | Lieuwe Westra    | Vacansoleil        | +00' 09"  |
| 6                                                               | Maxime Monfort   | Team HTC-Columbia  | +00' 11"  |

## Eindklassementen
| Plaats    | Naam             | Ploeg                 | Tijd      |
| --------- | ---------------- | --------------------- | --------- |
| Gele trui | Pierrick Fédrigo | Bbox Bouygues Télécom | 07u11'59" |
| 2         | Michael Rogers   | Team HTC-Columbia     | + 00' 14" |
| 3         | Tiago Machado    | Team RadioShack       | + 00' 15" |
| 4         | Samuel Sánchez   | Euskaltel-Euskadi     | + 00' 19" |
| 5         | David Millar     | Team Garmin           | z.t.      |
| 6         | Cadel Evans      | BMC Racing Team       | + 00' 22" |
| 7         | Chris Horner     | Team RadioShack       | + 00' 25" |
| 8         | Maxime Monfort   | Team HTC-Columbia     | + 00' 26" |
| 9         | Ben Hermans      | Team RadioShack       | + 00' 35" |
| 10        | Beñat Intxausti  | Euskaltel-Euskadi     | + 00' 39" |
|           |                  |                       |           |
| 33        | Rob Ruijgh       | Vacansoleil           | +03' 00"  |

| Plaats      | Naam             | Ploeg                 | Punten |
| ----------- | ---------------- | --------------------- | ------ |
| Groene trui | Pierrick Fédrigo | Bbox Bouygues Télécom | 62     |
| 2           | Michael Rogers   | Team Garmin           | 15     |
| 3           | Russell Downing  | Team Sky              | 15     |

| Plaats        | Naam             | Ploeg                 | Punten |
| ------------- | ---------------- | --------------------- | ------ |
| Bolletjestrui | Pierre Rolland   | Bbox Bouygues Télécom | 12     |
| 2             | Cédric Pineau    | Roubaix-Dalkia        | 10     |
| 3             | Dimitri Champion | AG2R-La Mondiale      | 8      |

| Plaats     | Naam            | Ploeg             | Tijd      |
| ---------- | --------------- | ----------------- | --------- |
| Witte trui | Tiago Machado   | Team RadioShack   | 07h12'14" |
| 2          | Ben Hermans     | Team RadioShack   | + 00' 20" |
| 3          | Beñat Intxausti | Euskaltel-Euskadi | + 00' 24" |

| Plaats | Ploeg             | Tijd      |
| ------ | ----------------- | --------- |
|        | Team RadioShack   | 21u37'12" |
| 2      | Caisse d'Epargne  | +01' 19"  |
| 3      | Team HTC-Columbia | +01' 29"  |

1932 · 1933 · 1934 · 1935 · 1936 · 1937 · 1938 · 1939 · 1940 · 1941 (bezet + vrij) · 1942 (bezet + vrij) · 1943 (bezet + vrij) · 1944 · 1945 · 1946 · 1947 · 1948 · 1949 · 1950 · 1951 · 1952 · 1953 · 1954 · 1955 · 1956 · 1957 · 1958 · 1959 · 1960 · 1961 · 1962 · 1963 · 1964 · 1965 · 1966 · 1967 · 1968 · 1969 · 1970 · 1971 · 1972 · 1973 · 1974 · 1975 · 1976 · 1977 · 1978 · 1979 · 1980 · 1981 · 1982 · 1983 · 1984 · 1985 · 1986 · 1987 · 1988 · 1989 · 1990 · 1991 · 1992 · 1993 · 1994 · 1995 · 1996 · 1997 · 1998 · 1999 · 2000 · 2001 · 2002 · 2003 · 2004 · 2005 · 2006 · 2007 · 2008 · 2009 · 2010 · 2011 · 2012 · 2013 · 2014 · 2015 · 2016